# Romersk mytologi
Den romerska mytologin ärvdes till stor del från den etruskiska mytologin med åtskilliga lån från grekisk mytologi.

## Legenden om Roms uppkomst
Enligt legenden fördrevs en konung av sin bror någon gång i tiden, och hans enda dotter tvingades bli prästinna - en vestal. Prästinnorna i Vestas tempel var tvungna att vara oskulder, men krigsguden Mars förförde den nya och hon födde tvillingar. Som straff blev barnen satta att dö i floden Tibern, och kvinnan murades in i templet. Enligt myten råkade en varghona komma förbi. Hon tog hand om barnen, gav dem di och omvårdnad så att de överlevde. En dag kom en herde förbi vargens håla, upptäckte pojkarna och tog dem med hem till sig för att uppfostra dem. Så blev det känt till vilken släkt de hade sin börd, och att de hette Romulus och Remus. Kring floden Tibern fanns vid den här tiden sju större kullar. Romulus och Remus byggde en stad, Rom, på en av dessa kullar. Romulus sade vid stadens grundande att ingen någonsin skall korsa dess gränser och i så fall bli dödad: men sedan hoppade Remus över gränsen och blev omgående ihjälslagen. Varpå Romulus tog på sig att bli den förste av Roms sju kungar. Den romerska tideräkningen började när staden var färdigställd, enligt gängse tideräkning år 753 f.Kr.

## Tempel i Rom
- Concordiatemplet tillägnat Concordia
- Janustemplet tillägnat Janus
- Saturnustemplet tillägnat Saturnus
- Venus och Romas tempel tillägnat Venus och Roma
- Vestatemplet tillägnat Vesta
- Volcanal tillägnat Vulcanus

## Gudar
- Aesculapius - Läkemedlets gud
- Amor - Kärlekens gud

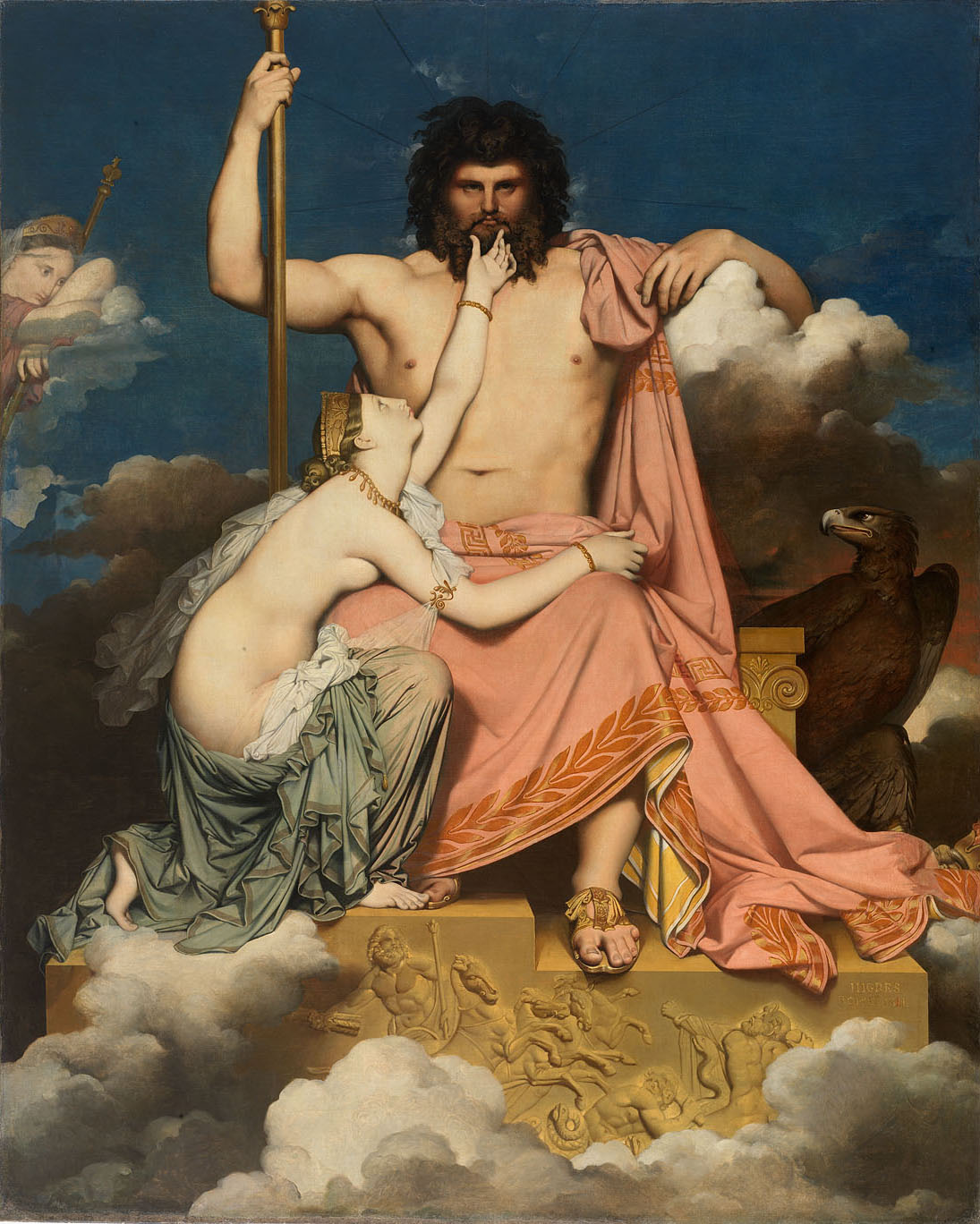
Jupiter och Thetis, målning av Ingres.

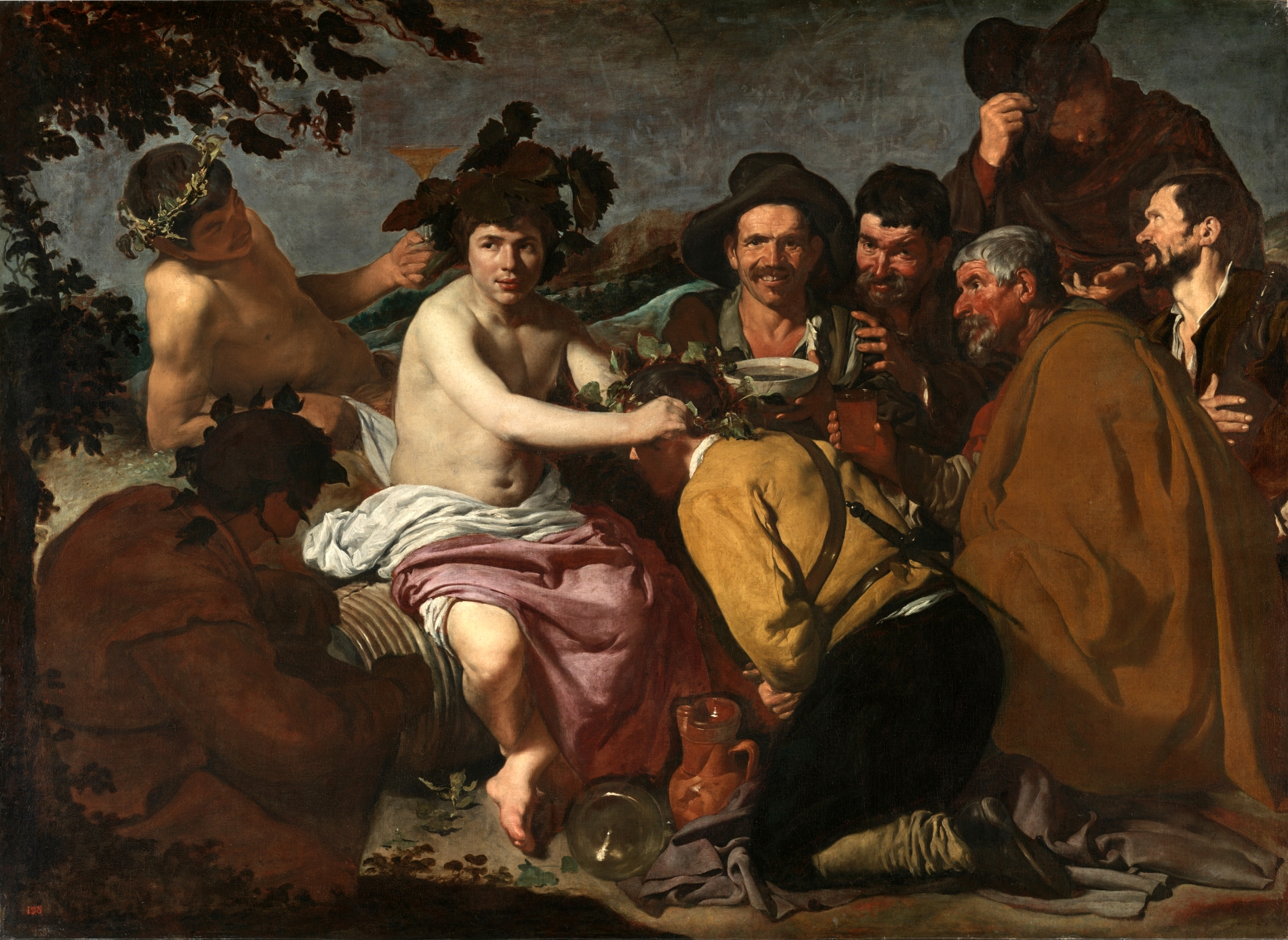
Bacchus, målning av Diego Velazquez.

- Apollo - Ljusets, konsternas, bågskyttets, och helandets gud
- Bacchus - Rusets och vinets gud
- Caelus - Himlens gud
- Dis - Döds- och underjordsgud
- Janus - Vardandets gud
- Jupiter - Högsta guden
- Mars - Krigets gud
- Merkurius - Handelns och köpmännens gud
- Neptunus - Havets gud
- Pluto - Underjordens gud
- Plutus - Rikedomens gud
- Portunus - Hamnarnas gud
- Quirinus - Gud över försvar och staten
- Saturnus - Jordbrukets gud
- Terminus - Gränsernas beskyddare
- Vulcanus - Smidets gud

## Gudinnor
- Aurora - Morgonrodnadens gudinna
- Bellona - Krigets gudinna
- Ceres - Sädesgudinnan
- Concordia - Endräktens gudinna
- Diana - Jaktens gudinna
- Discordia - Osämjans gudinna
- Fama - Ryktets bevingade gudinna
- Flora - Vårens gudinna
- Fortuna Turens/lyckans gudinna
- Juno - Högsta gudinnan
- Justitia - Rättvisans gudinna
- Luna - Mångudinna
- Maia Maiestas - Växandets gudinna
- Minerva - Visdomens gudinna

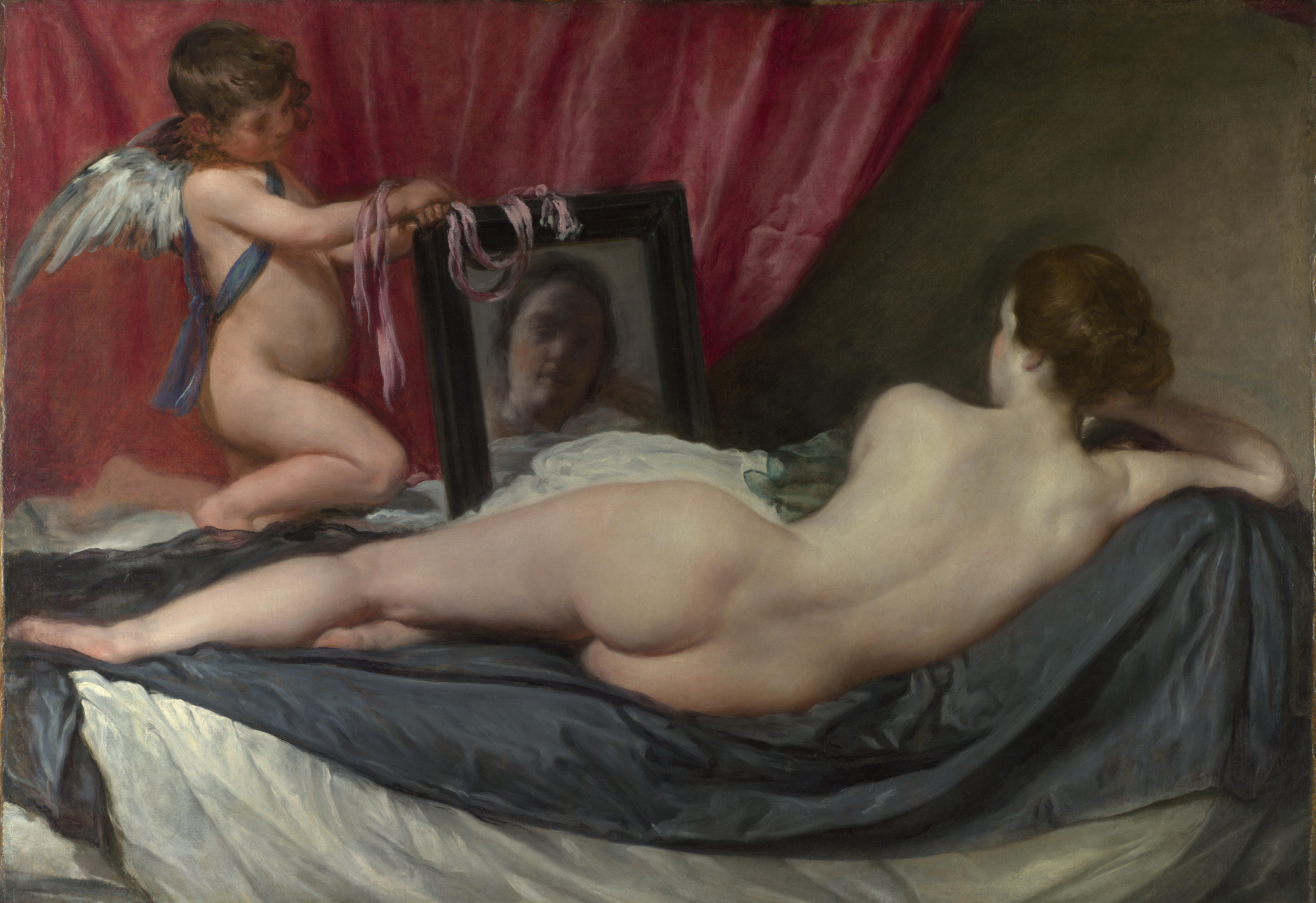
Venus med spegel, målning av Diego Velazquez.

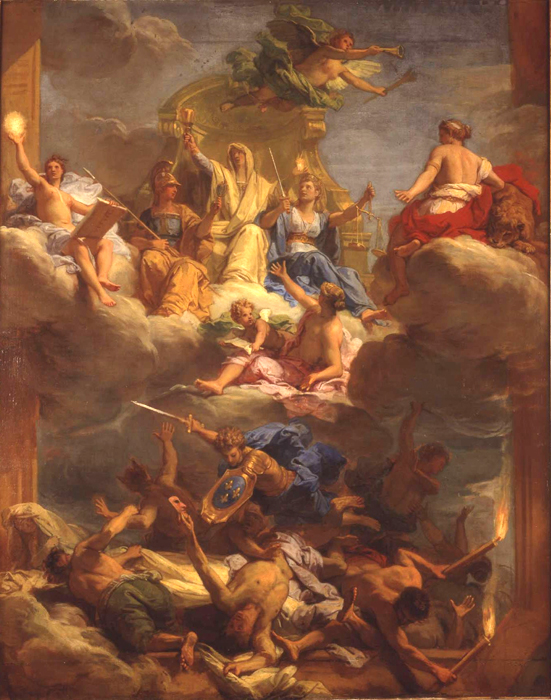
Rättvisans triumf med gudinnan Justitia, målning av Jean-Baptiste Jouvenet.

- Proserpina - Växtlighetens gudinna
- Securitas - Säkerhetens gudinna
- Spes - Hoppets gudinna
- Venus - Kärlekens gudinna
- Veritas - Sanningens gudinna
- Vesta - Eldens gudinna
- Victoria - Segerns gudinna

## Di indigetes
Di indigetes ("infödda gudar") var en grupp av gudar som inte var inkomna från andra kulturer (di novensides). De flesta var mycket ringa gudar. Ops, Janus och Quirinus var några av de viktigaste di indigetes.
| - Abeona - Abundantia - Adeona - Aequitas - Aera Cura - Aeternitas - Africus - Aius Locutius - Alemonia - Angerona - Angita - Angitia - Anna Perenna - Antevorte - Averna - Bona Dea - Bubona - Candelifera - Cardea - Carmenta - Carna - Catillus - Cinxia - Clementia - Cloacina - Cocles - Concordia - Conditor - Consus - Convector - Copia - Corus - Cuba - Cunina - Cura - Curiatii - Dea Dia - Dea Tacita - Devera - Deverra - Di Penates - Dia - Disciplina - Dius Fidus - Domiduca - Domiducus - Domitius - Duellona - Edusa - Egeria - Egestes - Empanda - Endovelicus - Evander - Eventus Bonus - Fabulinus - Facunditas - Faustitas - Febris - Felicitas | - Ferentina - Feronia - Fides - Fontus - Fornax - Fraus - Fulgora - Furina - Honos - Horatii - Imporcitor - Invidia - Inuus - Jana - Janus - Juno - Jupiter - Juturna - Lactans - Larenta - Lares - Laverna - Levana - Liberalitas - Libertas - Libitina - Lima - Lua - Lucina - Lupercus - Maia - Maiesta - Manes - Matronae - Meditrina - Mefitis - Mellona - Mena - Mens - Messor - Moneta - Mucius - Murcia - Muta - Mutinus Mutunus - Naenia - Nascio - Nemestrinus - Nerio - Nixi - Nodutus - Nona - Novensilus - Nundina - Obarator - Occator - Ops - Orbona - Pales - Partula - Patalena | - Paventia - Picumnus - Pietas - Pilumnus - Poena - Pomona - Porus - Postverta - Potina - Promitor - Prorsa Postverta - Providentia - Pudicitia - Puta - Quirinus - Quiritis - Rederator - Robigo - Robigus - Roma - Rumina - Runcina - Rusina - Saritor - Securitas - Semonia - Sentia - Silvanus - Soranus - Sors - Spes - Spiniensis - Stata Mater - Statina - Statanus - Strenua - Suedela - Subruncinator - Summanus - Tellumo - Tempestes - Terminus - Terra Mater - Tibertus - Uranus - Vacuna - Vervactor - Veritas - Verminus - Vertumnus - Vica Pota - Viduus - Virbius - Viriplaca - Virtus - Vitumnus - Volturnus - Volumna |